# اولز
اولز (به لاتین: Ulëz) یک منطقهٔ مسکونی در آلبانی است که در استان مات واقع شده‌است.